# Dominik Kovačić
Dominik Kovačić (Zagabria, 5 gennaio 1994) è un calciatore croato, difensore dello Slaven Belupo.

## Palmarès

### Club

#### Competizioni nazionali
- Druga hrvatska nogometna liga: 1

NK Zagabria: 2013-2014